# Episodi de L'Impero romano (terza stagione)
La terza stagione della serie televisiva L'Impero romano è stata pubblicata il 5 aprile 2019 su Netflix. La stagione ha come sottotitolo Caligola: L'imperatore pazzo (Caligula: The Mad Emperor).
| nº | Titolo originale     | Titolo italiano          | Prima TV      |
| -- | -------------------- | ------------------------ | ------------- |
| 1  | The Rightful Heir    | L'erede legittimo        | 5 aprile 2019 |
| 2  | A New Hope           | Una nuova speranza       | 5 aprile 2019 |
| 3  | In Search of an Heir | Alla ricerca di un erede | 5 aprile 2019 |
| 4  | Descent into Madness | Il declino e la pazzia   | 5 aprile 2019 |